# チリ地震

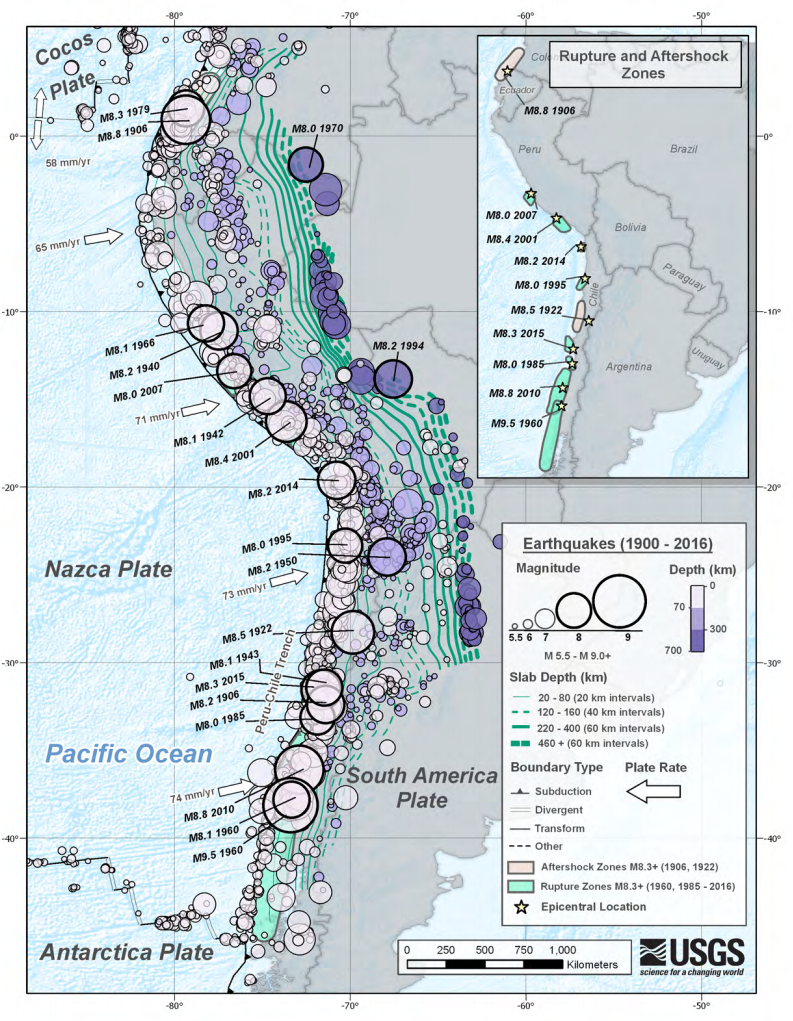
南米の地震分布図（M5.5以上、1900-2016年）
円周が太線のものがM8以上の巨大地震で、円の紫色の濃淡が震源の深度を表す。緑の等高線がプレート境界面の深さ。上図の半分（南緯20度）より南のものがいわゆるチリ地震で、北半分のものがペルー・エクアドル・コロンビア地震と呼ばれる。

チリ地震（チリじしん）は、南アメリカ大陸のチリ共和国および近海にて発生した個々の地震の通称であり、それらの総称でもある。
チリの位置する南アメリカ大陸の太平洋岸は環太平洋造山帯の一部であり、海溝（ペルー・チリ海溝）、造山帯（アンデス山脈）などの地殻活動が活発であり、地震や火山活動の多い地域である。ここではアンデス山脈の中部以南の太平洋岸に位置するチリ、および地勢上連続しているアンデス山脈東部のアルゼンチン西部山岳部、ボリビアのアルティプラーノも含めた地域における地震活動について記述する。これらの地域における地震の発生メカニズムはナスカプレートと南米プレートが年間約7cmの速さで衝突し収束型境界となり、ナスカプレートが南米プレート下へ潜り込む沈み込み帯となっている。地震はプレートの衝突、沈み込みにより蓄積された歪の解放によるものであり、コロンビア、エクアドル、ペルーにおける地震と共通している。

また震央が海上の場合を特にチリ沖地震と区別する例も見られるが、こういった慣例も厳密には運用されておらず、1960年に発生し日本にも大きな津波被害を及ぼした地震は、バルディビア近海で発生したM9.5の巨大地震で震央は沖合であったが、一般的にチリ地震と呼ばれている（この地震について本項では以下、「バルディビア地震」と表記する）。これはチリの地震に限ったことではなく、他の南米や中米各国における地震の場合でも○○地震と○○沖地震は厳密に運用されていない。

## 南米太平洋岸の地殻活動
重い海洋プレートであるナスカプレートは、年間約7cmの速さで南米プレート（大陸プレート）へ衝突し、その下へ潜り込み、歪を蓄積させ続けている。衝突面では南米プレートを巻き込みペルー・チリ海溝を形成し、大陸部分では陸地を隆起させアンデス山脈を形作っている。　その結果、地質構造は褶曲・断層・火山などが形成され、ボリビアの周辺では高原台地を形成している。
南北に7000Kmを超える南アメリカ大陸は、南米プレートの西側に形成されている。南米プレートの東端は大西洋中央海嶺でプレートが誕生しており年間約25mm東西に広がっている。南米プレートの西端では主にナスカプレートの潜り込みが起きておりペルー・チリ海溝およびアンデス山脈を形作っている。ナスカプレートは西から若干北よりの東へ向けて南米プレートへ向かい潜り込んでいる。衝突の速さは北部で65mm/年、南部で80mm/年で大きな差は無いが沈み込み帯の影響による地殻変動は複雑であり、火山活動、地殻変形、地震など大半の地殻活動が大陸の西側、コロンビア西部、エクアドル、ペルー西部、チリで起きている。また南米大陸の太平洋岸の南端では南極プレートが潜り込んでいる。
南米大陸の太平洋岸は、環太平洋造山帯の一部で地球上で造山運動や火山活動が活発な地域であるが、エクアドルからチリにかけては特に地殻活動が活発な地域で巨大地震が繰り返し発生している。

## 南米太平洋岸の地震活動
上記のプレート間の相互作用特に沈み込み帯における年間約7cm以上の歪の蓄積が、大地震のエネルギー源となっている。地震活動は活発で、マグニチュード8から9クラスの巨大地震も起きており、その津波による影響は東アジアまで達している。
南米大陸周辺の過去の大きな地震の震央は、北半分のコロンビア・エクアドル・ペルー沿岸、南半分のチリにかけて頻発しており、M8以上の巨大地震を発生させている数百キロメートル規模の地殻破壊領域もコロンビアからチリにかけて確認されている。
震央はペルー・チリ沖のペルー・チリ海溝周辺から、チリからボリビアのアルティプラーノ、アルゼンチンの西部山岳地方にかけての内陸数百㎞の範囲に分布している。海溝からの距離に比例して震源は深度を増しており、深度は数十㎞から数百㎞に達している。アルゼンチンにおける大きな地震の多くは、隣国チリとの国境地帯である西部のアンデス山脈で発生している。詳細はアルゼンチンの地震を参照。同様にチリ北部ペルーとの国境地帯も連続した地震活動の活発な地域であり当記事の記述に含める。またチリ独立以前の歴史地震、および旧ペルー・ボリビア領内で発生し震央が現在チリ領となっているものも当記事に含める。
チリ周辺の過去の主な地震を付表に掲載する。
M7.5以上の地震は世界で450回（1900年から2017年12月日までの約118年間）57回が南アメリカ大陸の太平洋岸からアンデス山脈にかけて、パナマからメキシコ中部の太平洋岸で32回、米国・カナダの西海岸で8回、アラスカからアリューシャン列島にかけて21回、カムチャッカ、千島列島、日本列島、琉球諸島、台湾、小笠原諸島にかけて78回、ジャワからアンダマン諸島28回、フィリピン周辺で24回、バリ、スラウェシ島からニューギニアにかけて41回、ビスマルクからニューカレドニアにかけて57回、フィージー、サモア、トンガ28回、ニュージーランドから南極海にかけて9回、インドプレートとユーラシアプレートの衝突部、ヒマラヤ造山帯周辺で19回、中国西部から中央アジアにかけて17回、
1900年から2017年11月25日までの約118年間にマグニチュード8.0以上の地震は93回記録されている。その内19回が南米大陸の西淵で、エクアドル沿岸で1回、ペルー沿岸で5回、チリ周辺が11回であった。残る2回はアンデス山脈の東側で発生している。巨大地震と言われるマグニチュード8以上の地震の約2割が南米で発生している。
発生頻度が数年に一度のM8.5以上の地震は118年間に16回発生しており、南米ではエクアドルで1回、チリで3回と約4分の一が南米で起きており、計測史上最大のM9.5の地震は1960年5月22日に発生したバルディビア地震であった。南米以外の地域では、アラスカからカムチャッカ半島にかけて5回、千島列島から日本列島で2回、インドネシア周辺で4回、ブータンで1回であった。
南米大陸の西側における地震の発生件数は、1900年から2017年12月5日の間に141回のマグニチュード7以上の地震があった。その内80回がペルー・チリの国境以南のチリからアルゼンチンの北東部で発生しており、65回が震央がチリ国内またはチリ沖である。またチリ国内では北半分で地震が多発しており、ナスカプレートの南端で6回の地震、以南の南極プレートが沈み込んでいるロス・ラゴス州からティエラ・デル・フエゴにかけての地域で4回の計10回が南半分で発生した。
残りの61回がコロンビアからエクアドル、ペルーで発生している。37回は内陸の深度100km以深で発生している。

地震活動が活発な南米大陸の西海岸の長さは約7,000kmで、全周が約40,000kmの環太平洋造山帯の約18％で、その内チリは南北へ約4,300km、ペルーの海岸部の直線距離は約2,000km、エクアドルとコロンビアがそれぞれ約700kmを占めている。
世界最長の連続した造山帯であるアンデス山脈は北はベネズエラから南はティエラ・デル・フエゴへと約8000kmに達し。
海溝もコロンビアの太平洋沖のコロンビア海溝からエクアドル海溝、ペルー・チリ海溝約5,900kmと南米大陸の太平洋岸沖に連なっている。

## 日本へ被害をもたらしたチリの地震による津波

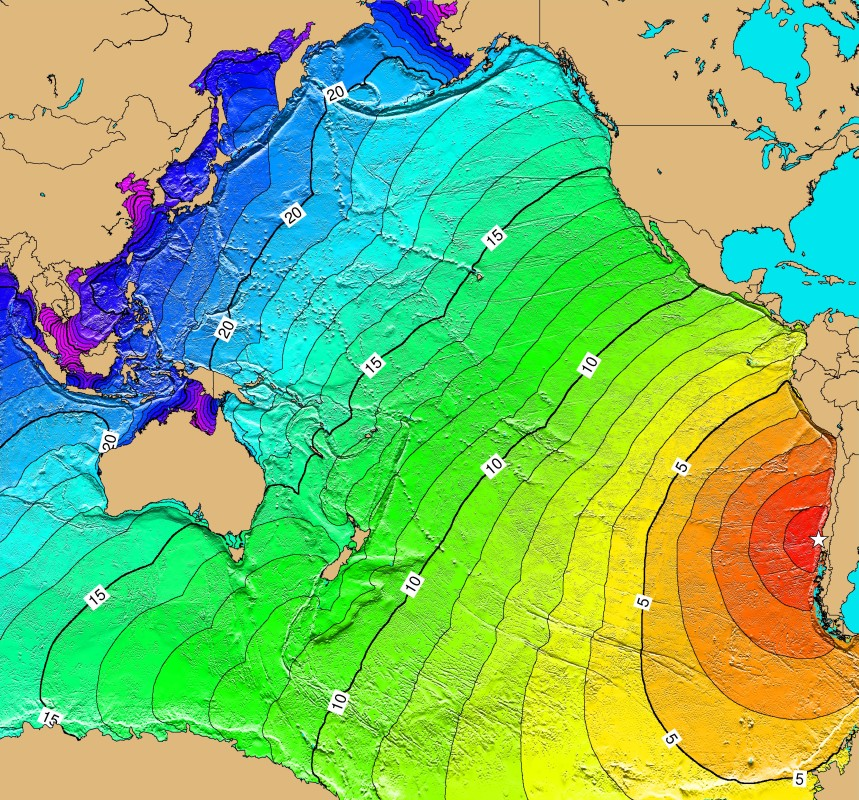
バルディビア地震 (1960年) による津波。地震発生22時間後に日本の太平洋岸に到達した。

1687年（貞享4年）、1730年（享保15年）、 1837年（天保8年）、1868年（明治元年）と1878年（明治10年）、1922年（大正11年）、1960年（昭和35年）、2010年（平成22年）2月28日にチリ沖合で発生した遠地津波が日本に到達し三陸沿岸で観測された。

## 主な地震の一覧
19世紀以前はマグニチュード推定8.0以上、または死者推定100人以上の地震をes:Anexo:Terremotos_en_Chileより抽出。
表面波マグニチュード（Ms）はen:Centro_Sismológico_Nacionalより、モーメントマグニチュード (Mw)は米国地質調査所（USGS）より。
| Ms  | Mw  | 日付 (現地時間) | 地名または地震名                         | 深度 | MMI | 死者   | 備考 |
| --- | --- | --------------- | ---------------------------------------- | ---- | --- | ------ | ---- |
| 8.3 |     | 1570 02-08      | コンセプシオン_(チリ) 英:1570_Concepción |      |     | 2,000  |      |
| 8.5 |     | 1575 12-16      | バルディビア地震（1575年）               |      |     | 200    |      |
| 8.5 |     | 1604 11-24      | アリカ_(チリ) 西:Arica_de_1604           |      |     | 120    |      |
| 8.8 |     | 1615 9-16       | アリカ 西:Arica_de_1615                  |      |     | 0      |      |
| 8.5 |     | 1647 5-13       | サンティアゴ_(チリ) 英:1647_Santiago     |      |     | 600    |      |
| 8.0 |     | 1657 3-15       | コンセプシオン                           |      |     | 34     |      |
| 7.3 |     | 1681 3-10       | アリカ 西:Arica_de_1681                  |      |     | 133    |      |
| 8.7 |     | 1730 7-8        | バルパライソ 英:1730_Valparaíso          |      |     | 3,000  |      |
| 7.7 |     | 1737 12-24      | バルディビア地震                         |      |     | 212    |      |
| 8.5 |     | 1751 5-25       | コンセプシオン 英:1751_Concepción        |      |     | 65     |      |
| 8.3 |     | 1819 4-11       | コピアポ 西:Copiapó_de_1819              |      |     | 133    |      |
| 8.5 |     | 1822 11-19      | コピアポ 西:Copiapó_de_1822              |      |     | 76     |      |
| 8.5 |     | 1835 2-20       | コンセプシオン 西:Concepción_de_1835     |      |     | 30-120 |      |
| 8.0 |     | 1837 11-7       | バルディビア地震 西:Valdivia_de_1837     |      |     | 12     |      |
| 7.3 |     | 1850 12-6       | サンティアゴ 西:Santiago_de_1850         |      |     | 105    |      |
| 8.5 | 9.0 | 1868 8-13       | アリカ地震（1868年）                     |      |     | 500    |      |
| 8.9 |     | 1873 7-7        | ペトルカ県 西:La_Ligua_y_Petorca_de_1873 |      |     | 106    |      |
| 8.5 | 8.3 | 1877 5-9        | イキケ地震（1877年）                     |      |     | 34     |      |
| Ms  | Mw  | 日付            | 地名・地震名                             | 深度 | MMI | 死者   | 備考 |

20世紀以降はM7.5以上、または死者100人以上の地震をUSGSの地震カタログから抽出。モーメントマグニチュード (Mw)は米国地質調査所（USGS）の数値である。
| Ms | Mw  | 日時 (UTC)       | 地名または地震名                                | 深度     | MMI      | 死者  | 備考                                                          |
| -- | --- | ---------------- | ----------------------------------------------- | -------- | -------- | ----- | ------------------------------------------------------------- |
|    | 8.2 | 1906 08-17 00:40 | バルパライソ 英:1906_Valparaíso                 | 35.0 km  |          | 3,000 | 南緯32度24分00秒 西経71度24分00秒 / 南緯32.400度 西経71.400度 |
|    | 7.7 | 1913 08-06 22:14 | ペルー・アレキパ県沖                            | 25.0 km  |          |       | 南緯16度28分08秒 西経73度49分23秒 / 南緯16.469度 西経73.823度 |
|    | 7.6 | 1914 01-30 03:35 | ビオビオ州沖                                    | 15.0 km  |          |       | 南緯36度17分31秒 西経75度03分25秒 / 南緯36.292度 西経75.057度 |
|    | 7.8 | 1918 12-04 11:47 | アタカマ州 西:Copiapó_de_1918                   | 40.0 km  |          | 6     | 南緯28度17分35秒 西経69度51分07秒 / 南緯28.293度 西経69.852度 |
|    | 8.5 | 1922 11-11 04:32 | アタカマ州 英:1922_Vallenar                     | 70.0 km  |          | 800   | 南緯28度17分35秒 西経69度51分07秒 / 南緯28.293度 西経69.852度 |
|    | 7.7 | 1928 12-01 04:06 | マウレ州 英:1928_Talca                          | 35.0 km  |          | 300   | 南緯35度09分18秒 西経72度06分18秒 / 南緯35.155度 西経72.105度 |
|    | 7.5 | 1936 07-13 11:12 | アントファガスタ                                | 35.0 km  |          |       | 南緯24度43分12秒 西経70度06分36秒 / 南緯24.720度 西経70.110度 |
|    | 7.8 | 1939 01-25 03:32 | ビオビオ州 英:1939_Chillán                      | 35.0 km  |          | 5,648 | 南緯36度18分18秒 西経72度18分54秒 / 南緯36.305度 西経72.315度 |
|    | 8.1 | 1943 04-06 16:07 | コキンボ州 西:Ovalle_de_1943                    | 35.0 km  |          | 12    | 南緯31度25分55秒 西経71度28分30秒 / 南緯31.432度 西経71.475度 |
|    | 7.7 | 1949 12-17 06:53 | ティエラ・デル・フエゴ 英:1949_Tierra_del_Fuego | 10.0 km  |          | 6     | 南緯53度55分23秒 西経69度35分46秒 / 南緯53.923度 西経69.596度 |
|    | 8.2 | 1950 12-09 21:38 | アントファガスタ                                | 113.9 km |          |       | 南緯23度58分37秒 西経67度54分43秒 / 南緯23.977度 西経67.912度 |
|    | 7.5 | 1953 05-06 17:16 | ビオビオ州 西:San_Carlos_de_1953                | 66.0 km  |          | 12    | 南緯20度56分53秒 西経66度42分47秒 / 南緯20.948度 西経66.713度 |
|    | 7.7 | 1957 11-29 22:19 | ポトシ、ボリビア                                | 232.5 km |          |       | 南緯20度56分53秒 西経66度42分47秒 / 南緯20.948度 西経66.713度 |
|    | 8.1 | 1960 05-21 10:02 | ビオビオ州 英:1960_Concepción                   | 25.0 km  | VIII     | 125   | 南緯37度49分26秒 西経73度21分11秒 / 南緯37.824度 西経73.353度 |
|    | 7.8 | 1960 05-22 18:56 | ラ・アラウカニア州 英:1960_Concepción           | 25.0 km  | X        |       | 南緯38度03分40秒 西経73度02分20秒 / 南緯38.061度 西経73.039度 |
|    | 9.5 | 1960 05-22 19:11 | ビオビオ州 バルディビア地震                     | 25.0 km  | IX       | 2,000 | 南緯38度08分35秒 西経73度24分25秒 / 南緯38.143度 西経73.407度 |
|    | 7.8 | 1960 06-06 05:55 | アイセン州                                      | 15.0 km  | VII      |       | 南緯45度47分06秒 西経72度53分20秒 / 南緯45.785度 西経72.889度 |
|    | 7.4 | 1965 03-28 16:33 | バルパライソ 西:La_Ligua_de_1965                | 70.0 km  | VIII     | 280   | 南緯32度31分19秒 西経71度13分59秒 / 南緯32.522度 西経71.233度 |
|    | 7.7 | 1966 12-28 08:18 | アントファガスタ 西:Taltal_de_1966              | 25.0 km  | IX       | 6     | 南緯25度29分38秒 西経70度33分00秒 / 南緯25.494度 西経70.550度 |
|    | 7.8 | 1971 07-09 03:03 | バルパライソ 西:Illapel_de_1971                 | 60.3 km  | VI       | 85    | 南緯32度36分04秒 西経71度04分34秒 / 南緯32.601度 西経71.076度 |
|    | 7.7 | 1975 05-10 14:27 | ビオビオ州、                                    | 6.0 km   | IX       |       | 南緯38度10分59秒 西経73度13分55秒 / 南緯38.183度 西経73.232度 |
|    | 8.0 | 1985 03-03 22:47 | バルパライソ沖 英:1985_Algarrobo                | 33.0 km  | VIII     | 178   | 南緯33度08分06秒 西経71度52分16秒 / 南緯33.135度 西経71.871度 |
|    | 7.6 | 1987 03-05 09:17 | アントファガスタ                                | 62.3 km  | VII      |       | 南緯24度23分17秒 西経70度09分40秒 / 南緯24.388度 西経70.161度 |
|    | 8.0 | 1995 07-30 05:11 | アントファガスタ アントファガスタ地震           | 45.6 km  | VIII     | 3     | 南緯23度20分24秒 西経70度17分38秒 / 南緯23.340度 西経70.294度 |
|    | 8.4 | 2001 06-23 20:33 | 南ペルー 英:2001_southern_Peru                  | 33.0 km  | IX       |       | 南緯16度15分54秒 西経73度38分28秒 / 南緯16.265度 西経73.641度 |
|    | 7.6 | 2001 07-07 09:38 | 南ペルー                                        | 33.0 km  | VII      |       | 南緯17度32分35秒 西経72度04分37秒 / 南緯17.543度 西経72.077度 |
|    | 7.8 | 2005 06-13 22:44 | タラパカ州 英:2005_Tarapacá                     | 115.6 km | VII VIII | 11    | 南緯19度59分13秒 西経69度11分49秒 / 南緯19.987度 西経69.197度 |
|    | 7.7 | 2007 11-14 15:40 | アントファガスタ 英:2007_Tocopilla              | 40.0 km  | VII VIII | 2     | 南緯22度14分49秒 西経69度53分24秒 / 南緯22.247度 西経69.890度 |
|    | 8.8 | 2010 02-27 06:34 | ビオビオ州沖 チリ地震_(2010年)                  | 22.9 km  | VIII IX  | 521   | 南緯36度07分19秒 西経72度53分53秒 / 南緯36.122度 西経72.898度 |
|    | 8.2 | 2014 04-01 23:46 | イキケ北西94km イキケ地震_(2014年)              | 25.0 km  | VIII IX  | 7     | 南緯19度36分36秒 西経70度46分08秒 / 南緯19.610度 西経70.769度 |
|    | 7.7 | 2014 04-03 02:43 | イキケ南西53km                                  | 22.4 km  | VII IX   |       | 南緯20度34分16秒 西経70度29分35秒 / 南緯20.571度 西経70.493度 |
|    | 8.3 | 2015 09-16 22:54 | イヤペル西方48km イヤペル地震                   | 22.4 km  | VIII IX  | 15    | 南緯31度34分23秒 西経71度40分26秒 / 南緯31.573度 西経71.674度 |
|    | 7.6 | 2016 12-25 14:22 | チロエ島の南西41km 西:Chiloé_de_2016            | 38.0 km  | VIII IX  |       | 南緯43度24分22秒 西経73度56分28秒 / 南緯43.406度 西経73.941度 |
|    |     |                  |                                                 |          |          |       |                                                               |
| Ms | Mw  | 日付             | 地名・地震名                                    | 深度     | MMI      | 死者  | 備考                                                          |

英語版およびスペイン語版に詳細な地震カタログが記載されている。